# Ionuț Dobroiu
Ionuț Alexandru Dobroiu (n. 24 februarie, 1988, București, România) este un fotbalist român ce a activat la cluburile Rapid București și Pandurii Târgu Jiu.